# Mohamed Elsayed
Mohamed Elsayed (n. 22 aprilie 1973, Cairo, Egipt) este un boxer ce a reprezentat Egipt, medaliat olimpic. A participat la o ediție a Jocurilor Olimpice (2004) în care a câștigat o medalie de bronz.

## Participări
Lista de mai jos prezintă principalele competiții la care a participat Mohamed Elsayed de-a lungul carierei.
- boxing at the 2004 Summer Olympics – heavyweight[*]